# Salix karelinii
Salix karelinii är en videväxtart som beskrevs av Porphir Kiril Nicolai Stepanowitsch Turczaninow och Stschegl.. Salix karelinii ingår i släktet viden, och familjen videväxter. Inga underarter finns listade i Catalogue of Life.